# جیمز مک‌لین
جیمز مک‌لین (انگلیسی: James McLean؛ زادهٔ ۱۸۸۰) بازیکن فوتبال اهل پادشاهی متحد بریتانیای کبیر و ایرلند است.
از باشگاه‌هایی که در آن بازی کرده‌است می‌توان به باشگاه فوتبال لیورپول اشاره کرد.